# Monitoring stanu warstwy ozonowej nad Polską
Monitoring stanu warstwy ozonowej nad Polską- podsystem państwowego monitoringu środowiska obejmujący badania ozonosfery.
Zobowiązanie do prowadzenia badań nad aktualnym stanem obliguje Konwencja Wiedeńska Dz.U. Nr 98 z 1992 r., poz. 488. Celem tych badań jest kontrola nad aktualnym stanem tej części atmosfery oraz ustalenie ograniczeń emisji gazów szkodliwych. W Polsce podmiotem odpowiedzialnym za monitorowanie tej części jest Instytut Geofizyki PAN i IMGW-PIB.

## Definicja pojęć
- Ozon[gr. ózōn ‘pachnący’], tritlen, O3, alotropowa odmiana tlenu, o cząsteczce trójatomowej;[2]
- Warstwa ozonowa – jedna z warstw atmosfery ziemskiej o największym zagęszczeniu ozonu atmosferycznego. Przyjmowane są dwa przedziały wysokości na której występuje: położona na wysokości 10-50/20-40 nad powierzchnią Ziemi.
- Dziura ozonowa – następuje w momencie znacznego spadku stężenia ozonu (O3) w atmosferze (dokładnie stratosferze). Najczęściej obserwowana w okolicach okołobiegunowych.

Tworzenie się i rozpad O3 zachodzi pod wpływem światła, którego natężenie różni się dla danego obszaru w poszczególnych porach roku. Naturalna zawartość ozonu zmienia się z szerokością geograficzną, dlatego trudno jest podać uniwersalną wartość stężenia granicznego, które określa pojawienie się dziury ozonowej. 

## Czynniki mające negatywny wpływ na Warstwę Ozonową
- erupcje wulkanów,
- pożary lasów,
- przemysł,
- loty kosmiczne,
- wybuchy jądrowe w atmosferze (zakazane zostały międzynarodowym traktatem),
- freony

## Rodzaje badań nad warstwą ozonową prowadzone w Polsce
- Codzienne pomiary całkowitej zawartości ozonu w atmosferze za pomocą spektrofotometru Brewera oraz w wybrane dni w warunkach światła rozproszonego pochodzącego z nie zachmurzonego zenitu w oparciu o metodę Umkehr (IG PAN, stacja Belsk)
- Pomiary profili ozonowych metodą sondażową średnio raz w tygodniu (IMGW-PIB, Sekcja Aerologii, stacja Legionowo),
- wyznaczanie pól całkowitej zawartości ozonu nad Europą metodą obserwacji satelitarnych (IMGW-PIB, Wydział Teledetekcji Satelitarnej),
- Pomiary natężenia promieniowania UV na 4-ch stacjach (IG PAN, IMGW-PIB),prognozowanie indeksu UV w sezonie letnim (IMGW-PIB, Sekcja Aerologii)[4]

## Wyniki badań nad stanem warstwy ozonowej na obszarze Polski
Podane badania należą do Głównego Inspektoratu Ochrony Środowiska, sporządzone przez Centralne Obserwatorium Geofizyczne PAN w Belsku. Wykonane zostały za pomocą spektrofotometru Dobsona oraz  spektrofotometru Brewera.